# PEGASE
PEGASE — запланована Францією космічна місія виготовлення та виведення на орбіту інтерферометра з двома вихідними отворами, котрий складається з трьох сателітів, що вільно пересуваються, і використовують метод «обнуляючої інтерферометрії». Інтерферометр розрахований на роботу у видимій та ближній інфрачервоній ділянках спектру.
Метою місії є вивчення молодих зірок сонячного типу та їх найближчого оточення: гарячих Юпітерів, коричневих карликів та внутрішніх шарів протопланетних дисків. Місія готується  Французьким Космічним Центром, її здійснення було заплановане на 2012 р..
Наразі відомостей про подальшу долю про'кту немає.
Про'кт PEGASE також може бути використано для пошуку у Космосі планет, придатних для виникнення і розвитку життя, у рамках про'кту Європейського Космічного агентства DARWIN.